# Чернетка!
Чернетка! (індонез. Setan Alas!) — індонезійський науково-фантастичний фільм жахів 2023 року, знятий режисером і сценаристом Юсроном Фуаді. У фільмі зіграли Адгін Абдул Гакім, Анастасія Герцигова, Анггі Валуйо, Гайдар Саліш, Віннер Віджая та Ібрагім Алгамі.
Його світова прем'єра відбулася на 18-му азійському кінофестивалі Jogja-NETPAC, де він отримав премію Indonesian Screen Award за найкращий фільм та дві інші нагороди.

## Сюжет
П'ятеро звичайних студентів коледжу проводять свої вихідні на старій віллі, де вони повинні розгадати таємницю смерті свого друга.
Зав'язка видається знайомою: п'ятеро архетипів коледжу — спортсмен, ботанік, красунчик, багатій і популярний — вирушають на вихідні до ізольованої хатини. Коли вони приїжджають, зловісне попередження від старшого чоловіка та дивні, таємничі події створюють підґрунтя для того, що виглядає як звичайний фільм жахів. Але Фуаді, вочевидь добре обізнаний із формулою жанру, перевертає ці очікування з ніг на голову, сплітаючи запаморочливу суміш із «Хатинки в лісі», «Крику» та стилю Курта Воннеґута.
Щойно друзі приїжджають, на віллі вимикається світло. Доглядач, якого вони жартома називають Дядьком (Ернанта Кусума), робить віллу ще більш моторошною, оскільки він завжди ховається десь поруч, але не потрапляє в поле зору. Коли вони заселяються, все стає ще більш неспокійним і тривожним. А наступного ранку вони прокидаються на місці злочину.
Фільм швидко нарощує динаміку жахливими вбивствами, несподіваними поворотами та сюрреалістичним відчуттям обхідних шляхів оповіді. У міру того, як герої стикаються зі зростаючою небезпекою, сюжет починає нагадувати хаотичні начерки сценарію, що цілком доречно, зважаючи на назву фільму. Він грається з глядачами, ведучи нас знайомими стежками, щоб потім різко звернути на химерну, абсурдну територію. Хоча це і робить подорож захопливо непередбачуваною, часом здається, що режисери намагалися зв'язати все воєдино.
Коли з'являються два трупи, Іван з'ясовує, що відбувається. Фільм різко змінює напрямок оповіді щоразу, коли сценарист викидає або спалює сторінку. Мертві персонажі раптово воскресають, і те, що починалося як слешер або фільм про привидів, несподівано перетворюється на зомбі-хорор.

## Акторський склад
- Адгін Абдул Гакім — Іван
- Анастасія Герцигова — Ваті
- Анггі Валуйо — Ані
- Гайдар Саліш — Буді Мурах
- Віннер Віджая — Амір
- Ібрагім Алгамі — Буді Махал
- Ернанто Кусумо — Манґ Даданґ
- Ганунґ Брамантьо

## Виробництво
До створення фільму залучено понад 200 учнів професійно-технічних шкіл, студентів коледжів та викладачів по всій Індонезії. Основна зйомка відбулася на віллі в Каліуранг, особливий регіон Джок'якарти.

## Поширення
Світова прем'єра фільму «Чернетка!» відбулася на 18-му азійському кінофестивалі NETPAC 27 листопада 2023 року під час Indonesian Screen Awards. Він отримав нагороду Indonesian Screen Awards за найкращий фільм, а також за найкращий монтаж та найкращу розповідь. Міжнародна прем'єра фільму відбулася на Fantastic Fest 2024 року. До міжнародної прем'єри Blue Finch Films придбала права на трансляцію по всьому світу.

## Відгуки
На сайті агрегатора рецензій Rotten Tomatoes 82 % з 11 відгуків критиків є позитивними, а середня оцінка — 6,7/10.

## Нагороди
| Рік  | Нагорода                                                             | Категорія        | Одержувач(і)                       | Результати |
| ---- | -------------------------------------------------------------------- | ---------------- | ---------------------------------- | ---------- |
| 2023 | Азійський кінофестиваль Jogja-NETPAC (Indonesian Screen Awards JAFF) | Найкращий фільм  | Юсрон Фуаді                        | Перемога   |
| 2023 | Азійський кінофестиваль Jogja-NETPAC (Indonesian Screen Awards JAFF) | Найкращий сюжет  | Юсрон Фуаді та Аніндіта Сурьярасмі | Перемога   |
| 2023 | Азійський кінофестиваль Jogja-NETPAC (Indonesian Screen Awards JAFF) | Найкращий монтаж | Рідван Аді Бінтара та Юсрон Фуаді  | Перемога   |